# Serhij Kowałenko
Serhij Wiktorowycz Kowałenko, ukr. Сергій Вікторович Коваленко (ur. 10 maja 1984 w Czernihowie) – ukraiński piłkarz grający na pozycji napastnika.

## Kariera piłkarska

### Kariera klubowa
W 2000 został zaproszony do Juventusu, jednak nie udało mu się przebić do podstawowego składu, występując jedynie w drużynie rezerwowej. W 2004 został wypożyczony do A.S. Lodigiani, w którym rozpoczął zawodową karierę piłkarską. Potem wyjechał do Belgii, gdzie bronił barw klubów Standard Liège, KSC Lokeren i KSV Roeselare. Latem 2008 powrócił na Ukrainę, gdzie został piłkarzem Wołyńni Łuck. Ale jesienią tylko dwa razy wychodził na boisko, dlatego zimą 2009 zmienił klub na białoruski Tarpeda Żodzino. W następnym roku przeniósł się do Biełszyny Bobrujsk. Potem powrócił do Ukrainy, gdzie bronił barw amatorskiego zespołu Polissia Dobrianka. W 2012 powrócił do Białorusi, gdzie zasilił skład Naftana Nowopołock. W marcu został piłkarzem PFK Sumy. Latem 2013 przeniósł się do FK Połtawa, gdzie po pół roku zakończył karierę piłkarza.

## Sukcesy i odznaczenia

### Sukcesy klubowe
- wicemistrz Belgii: 2006
- brązowy medalista Mistrzostw Belgii: 2005
- półfinalista Pucharu Belgii: 2006